# لالی (داکوتای شمالی)
لالی (به انگلیسی: Lallie) یک منطقهٔ مسکونی در ایالات متحده آمریکا است که در شهرستان بنسون، داکوتای شمالی واقع شده‌است. لالی ۴۷۶ متر بالاتر از سطح دریا واقع شده‌است.